# Steve Smith (Basketballspieler)
Steven Delano „Steve“ Smith (* 31. März 1969 in Highland Park, Wayne County, Michigan) ist ein ehemaliger amerikanischer Basketballspieler. Er konnte sowohl als Shooting Guard als auch als Small Forward spielen. Steve und seine Frau Millie haben zwei Söhne: Brayden und Davis.
Er spielte für die US-Auswahl bei den Weltmeisterschaften 1994 in Toronto, Kanada, den Amerikameisterschaften 1999 in San Juan, Puerto Rico, und den Olympischen Sommerspielen 2000 in Sydney, Australien. Bei allen drei Turnieren gewann die Mannschaft die Goldmedaille. Außerdem gewann er mit der US-Auswahl die Goldmedaille bei der Universiade 1989 in Duisburg.

## Spielerkarriere
Smith besuchte die Pershing High School in Detroit, bevor er auf die Michigan State University ging, für die er vier Jahre spielte (1987–91).
Danach wechselte er in die National Basketball Association. Er spielte für die Miami Heat (1991–94 und 2005), die Atlanta Hawks (1994–99), die Portland Trail Blazers (1999–2001), die San Antonio Spurs (2001–03), die New Orleans Hornets (2003–04) und die Charlotte Bobcats (2004–05). Insgesamt bestritt er 942 reguläre Saisonspiele und 90 Play-off-Spiele in der NBA. Im Schnitt erzielte Smith 14,3 Punkte pro Partie (14,9 in den Play-offs).

### Karriere-Highlights
- Smith wurde ins 1991–92 NBA All-Rookie First Team gewählt.
- Am 15. Februar 1993 erzielte er ein triple-double. Er konnte gegen die Denver Nuggets 21 Punkte, 12 Assists und 10 Rebounds verbuchen. Er war erst der zweite Spieler in der Vereinsgeschichte der Miami Heat, dem dies gelang.
- Am 30. Januar 1997 gegen die Utah Jazz machte er 41 Punkte, die höchste Zahl, die er je in der NBA erreichte.
- 1998 wurde Steve ins Eastern Conference All-Star Team gewählt. In 16 Minuten erreichte er 14 Punkte und 3 Rebounds.
- Smith war der Gewinner des J. Walter Kennedy Citizenship Award 1997–98 und gewann den NBA Sportsmanship Award 2002.
- 2001/02 führte er die NBA bei der Dreipunkttrefferquote an. Er traf 47,2 Prozent seiner Würfe von jenseits der Dreipunktlinie (116 von 246).
- In der Saison 2002/03 gewann Smith mit den Spurs die NBA-Meisterschaft.

### Verträge und Wechsel
Smith wurde 1991 in der ersten Runde des NBA-Drafts (fünfter Pick insgesamt) von den Miami Heat gewählt. Am 7. November 1994 wurde er von den Heat zusammen mit Grant Long und einem Zweitrunden-Draftpick zu den Atlanta Hawks im Tausch für Kevin Willis und einem Erstrunden-Draftpick getradet. Am 2. August 1999 tradeten ihn die Hawks zusammen mit Ed Gray zu den Portland Trail Blazers im Austausch für Isaiah Rider und Jim Jackson. Am 25. Juli 2001 wurde Smith von den Trailblazers zu den San Antonio Spurs für Derek Anderson, Steve Kerr und einem Zweitrunden-Draftpick (2003) transferiert. Am 29. Oktober 2003 unterschrieb er als Free Agent einen Vertrag bei den New Orleans Hornets. Am 16. September 2004 nahmen ihn die Charlotte Bobcats unter Vertrag, tradeten ihn jedoch wieder am 24. Februar 2005 zu den Miami Heat im Tausch für Malik Allen.